# Лотман Юрій Михайлович
Юрій Михайлович Лотман (28 лютого 1922, Петроград — 28 жовтня 1993, Тарту) — радянський та естонський літературознавець, культуролог та семіотик єврейського походження.

## Біографія

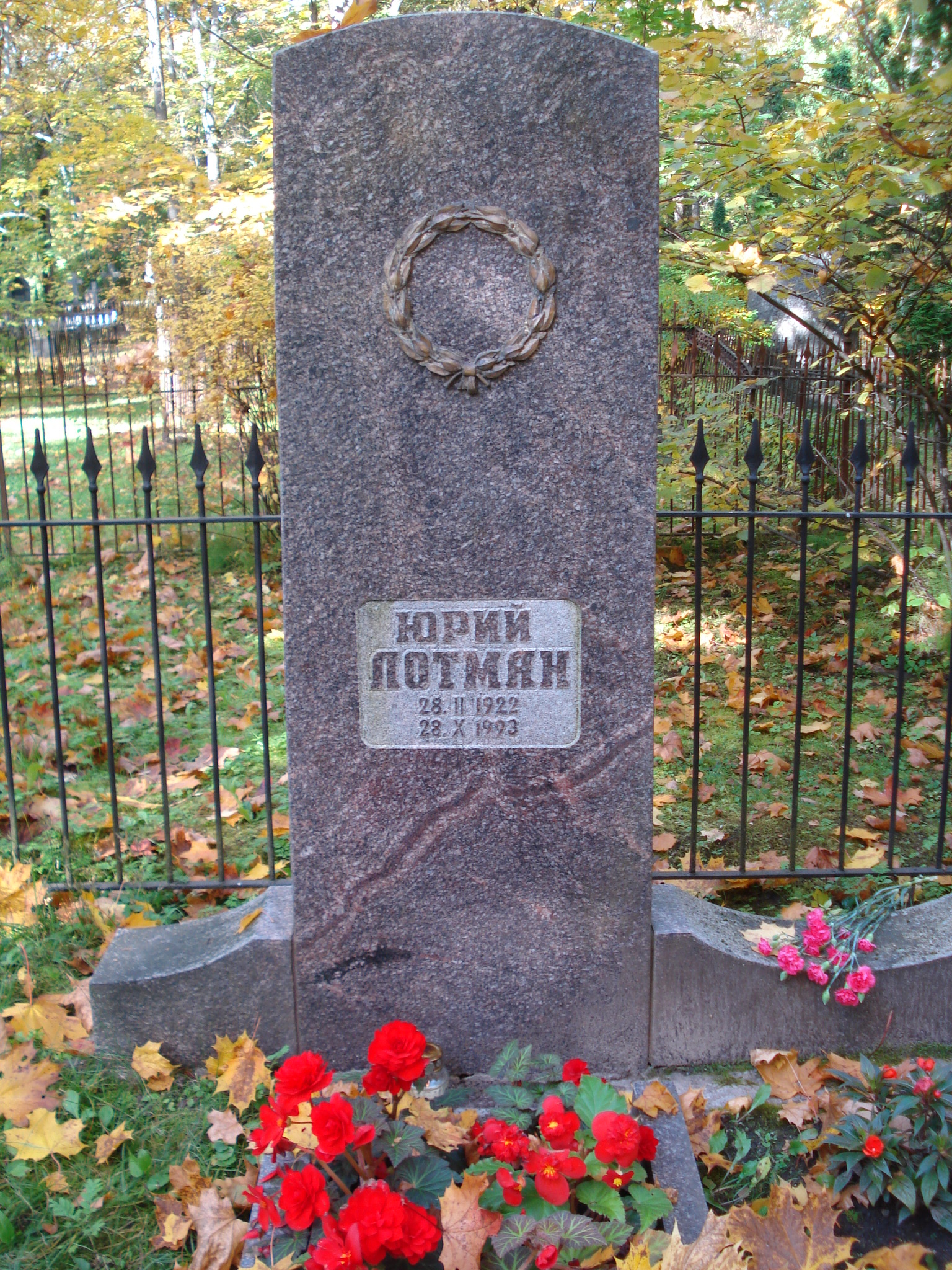
могила Ю. Лотмана в м. Тарту

Навчався в Петрішуле з 1930 до 1939 року та в Ленінградському університеті. Був призваний на військову службу в 1940 році. Брав участь у Другій світовій війні.
Після закінчення університету в 1950 році і до кінця життя працював у Тарту через ліберальнішу обстановку в Естонській РСР; професор Тартуського університету.
У березні 1951 року одружився із Зарою Григорівною Мінц (1927—1990) — літературознавицею, фахівчинею з вивчення творчості Александра Блока та російського символізму, професоркою Тартуського університету.
Юрій Лотман — один з основоположників Тартусько-московської семіотичної школи. Член-кореспондент Британської академії наук (1977), член Норвезької академії наук (1987), академік Шведської королівської академії наук (1989) і член Естонської академії наук.
Наприкінці 1980-х років Юрій Лотман виступив на телебаченні з серією пізнавальних передач «Бесіди про російську культуру».

## Теорія

### Семантика простору
У праці «Структура літературного тексту» Лотман зосереджує увагу не на часовій структурі оповіді в художньому тексті, а на структурі просторовій. Ця просторова модель знайшла широке використання при літературознавчому аналізі на рівні тексту.

### Сюжет
Подія або сюжет є у Лотмана парафразою дії в оповіді. При аналізі, на думку Лотмана, слід брати до уваги глобальну структуру тексту, а не окремі фрагменти дії. За Лотманом сюжет складається з трьох елементів:
- Семантичне поле (світ, про який оповідається), розділене на дві комплементарні множини;
- Межа між двома множинами, яку може передолати лише герой оповіді.
- Герой оповіді (персонаж), який є носієм дії в оповіді.

### Революційні та реститутивні тексти
Наративні тексти можуть бути, на думку Лотмана, революційними або реститутивними. В революційних текстах присутнє подолання межі. У реститутивних текстах подолання межі не відбувається.
Лотман вважав, що будь-який культурний порядок світу структурується за топологічним принципом, тобто соціальні, релігійні, політичні й моральні моделі концепціоналізуються через просторові уявлення.

### Семіосфера
Аналогічно до біосфери, Лотман розробив поняття «семіосфери». Семіосфера — це такий закритий простір, всередині якого відбуваються комунікативні процеси.

## Пам'ять
- 6 жовтня 2007 року перед бібліотекою Тартуського університету було відкрито пам'ятник Ю. М. Лотману. Скульптор Маті Кармін, архітектор Андрес Лунге.

## Праці
- Лекции по структуральной поэтике (1964)
- Статьи по типологии культуры: Материалы к курсу теории литературы. Вып. 1 (1970)
- Структура художественного текста (1970)
- Анализ поэтического текста. Структура стиха (1972) (монография)
- Статьи по типологии культуры: Материалы к курсу теории литературы. Вып. 2 (1973)
- Семиотика кино и проблемы киноэстетики (1973)
- Роман А. С. Пушкина «Евгений Онегин»: Комментарий (1980)
- Александр Сергеевич Пушкин: биография писателя (1981)
- Лотман Юрий Михайлович. Александр Сергеевич Пушкин. Биография писателя. Пособие для учащихся. — 2—е. — Лениград : «Просвещение». Ленинградское отделение, 1983. — 256 с. — (Биография писателя) — 400 000 прим. (рос.)
- Культура и взрыв (1992)
- Лотман Ю. Беседы о русской культуре. Быт и традиции русского дворянства (XVIII — начало XIX века). (1993)
- Диалог с экраном (1994; совместно с Ю. Цивьяном)

## Статті та дослідження з теорії літератури
- Литературоведение должно быть наукой (1967)
- О типологическом изучении литературы (1969)
- О содержании и структуре понятия «художественная литература» (1973)
- Замечания о структуре повествовательного текста (1973)
- К функции устной речи в культурном быту пушкинской эпохи (1979)
- Литературная биография в историко-культурном контексте (К типологическому соотношению текста и личности автора) (1986)
- Массовая литература как историко-культурная проблема (1991)
- Лотман Ю. До побудови теорії взаємодії культур (семіотичний аспект) // Сучасна літературна компаративістика: стратегії і методи. — К.: Видавничий дім «Києво-Могилянська академія», 2009. — С. 195—211.

## Праці Юрія Лотмана онлайн
- Лотман Ю. М. Заметки по поэтике Тютчева [Архівовано 1 грудня 2010 у Wayback Machine.]
- Лотман Ю. М. Анализ стихотворения Ф. И. Тютчева «Два голоса» [Архівовано 3 квітня 2010 у Wayback Machine.]
- Лотман Ю. М. Звонячи в прадеднюю славу
- Куклы в системе культуры
- «Пиковая дама» и тема карт и карточной игры в русской литературе начала XIX века
- Лотман Ю. М. Семиотика кино и проблемы киноэстетики [Архівовано 18 серпня 2010 у Wayback Machine.]
- Лотман Ю. М. Устная речь в историко-культурной перспективе [Архівовано 11 січня 2012 у Wayback Machine.]
- Лотман Ю. М. Слово и язык в культуре просвещения [Архівовано 11 січня 2012 у Wayback Machine.]
- Беседы о русской культуре [Архівовано 13 травня 2010 у Wayback Machine.]

1. ↑  книжка — С. 57.
2. ↑  книжка — С. 28.